# Villanueva Fútbol Club
El Villanueva Fútbol Club es un equipo de fútbol de Honduras. Afiliado a  la Liga Mayor de Honduras, la tercera liga de fútbol más importante de ese país.

## Historia
Anteriormente había participado en la Liga de Ascenso de Honduras, pero perdió la categoría y descendió a la Liga Mayor. Para la Temporada 2010/11, regresa a la Liga de Ascenso al ocupar la plaza que dejó el filial del C. D. Marathon.
El 20 de abril de 2024. Desciende a la Liga Mayor por segunda vez, luego de quedar último en la tabla acumulada siendo el peor de todos los últimos lugares, lo cual lo relegó al descenso.

## Estadio
El Villanueva Fútbol Club juega sus partidos locales en el Estadio José Adrián Cruz de Villanueva. Este recinto deportivo cuenta con capacidad para albergar hasta 3.000 espectadores y es la casa del club Villanueva FC.

## Uniforme
- Uniforme titular: Camiseta Rojas, Pantaolon rojo y Medias Rojas.
- Uniforme alternativo: Camiseta Morada, pantalón Morada y medias Morada.

### Patrocinadores
| Año      | Proveedor | Patrocinador                                                                  |
| -------- | --------- | ----------------------------------------------------------------------------- |
| Presente | Huriver   | Progcarne \| Supermercado El éxito \| El Cañal \| Municipalidad de Villanueva |

## Jugadores

### Plantilla Clausura 2021-2022
- = Lesionado de larga duración.

## Entrenadores

### Entrenadores recientes
- Elvin Díaz;2021-2022
- Antonio Garcia; -2014-2015
- Juan "Montuca" Castro; junio de 2013-julio de 2013
- Dennis Allen; 2013 (QDDG)